# Wasserkraftwerk Gottfrieding
Das Kraftwerk Gottfrieding ist ein Laufwasserkraftwerk an der Isar.
Das 1978 eröffnete Kraftwerk liegt bei Gottfrieding im niederbayerischen Landkreis Dingolfing-Landau. Die elektrische Leistung des Kraftwerks beträgt 4,7 MW.
Das Kraftwerk wurde nach dem Verkauf der Bayernwerk AG durch die bayerische Staatsregierung im Jahr 1994 und der Fusion der Konzerne VIAG AG und VEBA AG von der E.ON Kraftwerke GmbH betrieben. Ihr operatives Geschäft wurde mit Wirkung zum 25. September 2015 durch zwei Ausgliederungen über die Uniper Holding GmbH auf deren Tochterunternehmen Uniper Kraftwerke GmbH übertragen.
Seit Dezember 2022 gehört die Gesellschaft als Teil der Uniper Holding GmbH als indirekte Folge des russischen Überfalls auf die Ukraine zu 99,12 % dem deutschen Staat.